# Alma Kruger

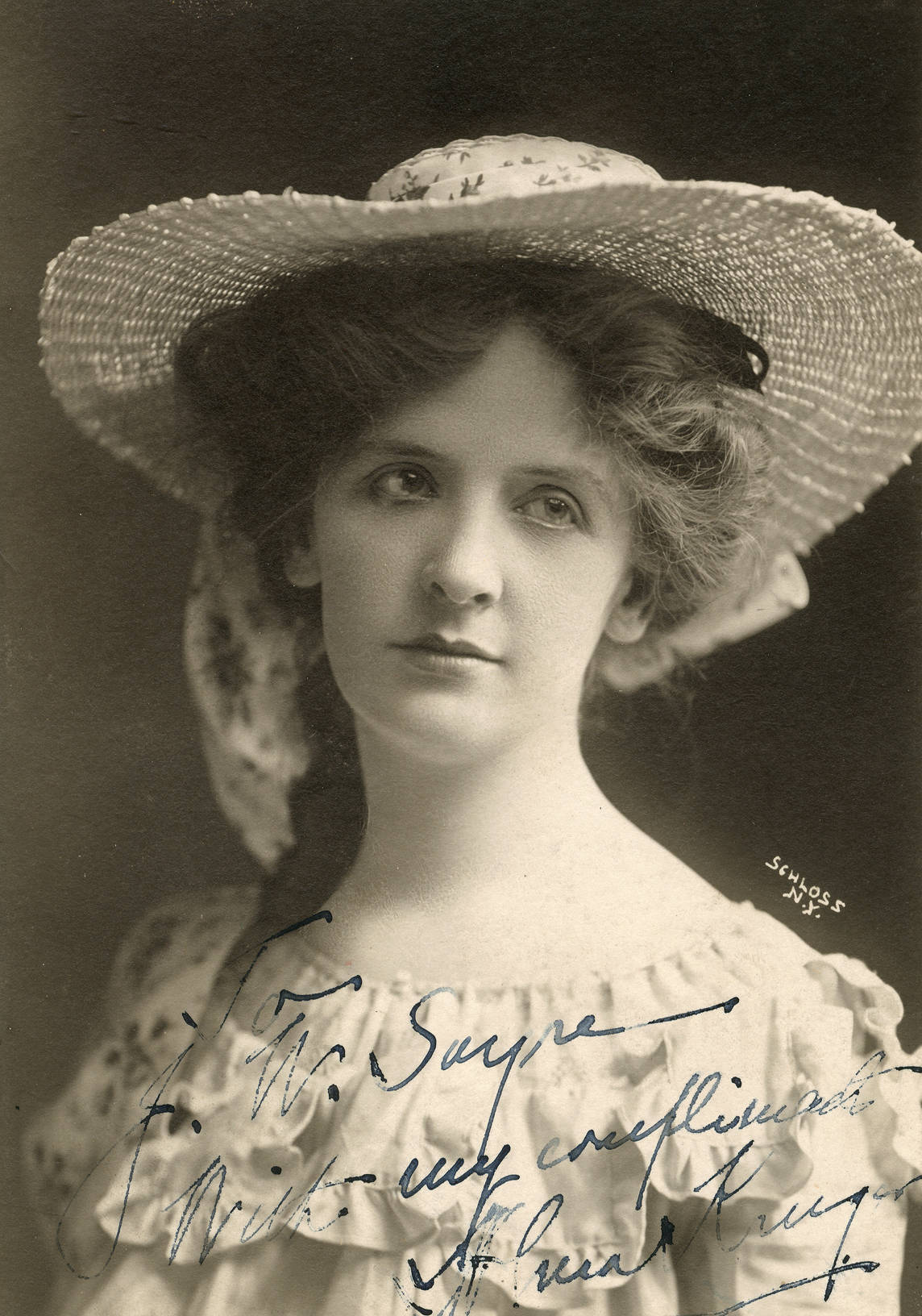
Alma Kruger (1903)

Alma Kruger (* 13. September 1868 oder 1871 in Pittsburgh, Pennsylvania; † 5. April 1960 in Seattle, Washington) war eine US-amerikanische Schauspielerin.

## Leben und Karriere
Alma Kruger wurde 1868 oder 1871 in Pittsburgh geboren, wobei ihr genaues Geburtsjahr strittig ist. Vor ihrem Filmdebüt hatte sie eine lange Theaterkarriere absolviert und war unter anderem von 1907 bis 1935 am Broadway zu sehen. Sie spielte am Theater vor allem in Shakespeare-Stücken, etwa in Hamlet als Gertrude, in Was ihr wollt als Olivia, in Der Widerspenstigen Zähmung als Witwe und in Der Kaufmann von Venedig als Nerissa.
Ihren ersten Film drehte Kruger dagegen erst im Jahre 1936, als sie sich eigentlich bereits im Rentenalter befand. In den folgenden elf Jahren war sie in insgesamt 46 Filmen zu sehen. In Nebenrollen spielte sie vor allem mütterliche und großmütterliche Figuren, die sowohl warmherzig als auch einschüchternd wirken konnten. Zwischen 1939 und 1947 spielte sie an der Seite von Lew Ayres und Lionel Barrymore in 14 Filmen der populären Arztreihe Dr. Kildare die Oberschwester Molly Byrd. 1938 war sie in der aufwendigen Filmbiografie Marie-Antoinette als Kaiserin Maria Theresia, die Mutter der von Norma Shearer gespielten Titelfigur, zu sehen. Ein weiterer bekannter Auftritt der grauhaarigen Charakterdarstellerin erfolgte in dem Screwball-Klassiker Sein Mädchen für besondere Fälle (1940) als dominante Mutter von Ralph Bellamys Figur. 1941 spielte Kruger im Hitchcock-Thriller Saboteure die angesehene High-Society-Dame Henrietta Sutton, die insgeheim eine Gruppe von Faschisten finanziert.
Alma Kruger zog sich 1947 aus dem Filmgeschäft zurück und starb 1960 in einem Pflegeheim in Seattle. Ihr Leichnam wurde verbrannt.

## Filmografie
- 1936: Infame Lügen (These Three)
- 1936: Craig’s Wife
- 1936: Love Letters of a Star
- 1937: The Mighty Treve
- 1937: Breezing Home
- 1937: The Man in Blue
- 1937: Für Sie, Madame … (Vogues of 1938)
- 1937: 100 Mann und ein Mädchen (One Hundred Men and a Girl)
- 1938: The Toy Wife
- 1938: Marie-Antoinette
- 1938: Mother Carey's Chickens
- 1938: Tarnished Angel
- 1938: Der große Walzer (The Great Waltz)
- 1939: Ein ideales Paar (Made for Each Other)
- 1939–1947: Dr. Kildare bzw. Dr. Gillespie-Filmreihe
  - 1939: Dr. Kildare: Unter Verdacht (Calling Dr. Kildare)
  - 1939: Dr. Kildare: Das Geheimnis (The Secret of Dr. Kildare)
  - 1940: Dr. Kildare: Auf Messers Schneide (Dr. Kildare’s Strange Case)
  - 1940: Dr. Kildare: Die Heimkehr (Dr. Kildare Goes Home)
  - 1940: Dr. Kildare: Verhängnisvolle Diagnose (Dr. Kildare’s Crisis)
  - 1941: Dr. Kildare: Vor Gericht (The People vs. Dr. Kildare)
  - 1941: Dr. Kildare: Der Hochzeitstag (Dr. Kildare’s Wedding Day)
  - 1942: Dr. Kildare’s Victory
  - 1942: Calling Dr. Gillespie
  - 1942: Dr. Gillespie’s New Assistant
  - 1943: Dr. Gillespie’s Criminal Case
  - 1944: Three Men in White
  - 1945: Between Two Women
  - 1947: Dark Delusion
- 1939: Balalaika
- 1940: Sein Mädchen für besondere Fälle (His Girl Friday)
- 1940: Anne of Windy Poplars
- 1940: You’ll Find Out
- 1941: Blonde Inspiration
- 1941: The Trial of Mary Dugan
- 1941: Puddin' Head
- 1942: Saboteure (Saboteur)
- 1942: That Other Woman
- 1944: Our Hearts Were Young and Gay
- 1944: Babes on Swing Street
- 1944: Tagebuch einer Frau (Mrs. Parkington)
- 1945: The Crime Doctor’s Warning
- 1946: Colonel Effingham's Raid
- 1946: Sinfonie in Swing (Do You Love Me)
- 1946: Ein eleganter Gauner (A Scandal in Paris)
- 1947: Fun on a Weekend
- 1947: Amber, die große Kurtisane (Forever Amber)